# 公卿補任
『公卿補任』（くぎょうぶにん）は、歴代朝廷の高官の名を列挙した職員録で、日本史の基本史料の1つ。

## 概要
各年毎に朝廷の官職を記している。従三位以上で太政大臣・摂政・関白・左大臣・右大臣・内大臣・大納言・中納言・参議・非参議のいわゆる公卿に相当する者の名を官職順に列挙する。記載される人名には本姓が使われ、藤原氏は、「藤原○○」ではなく略して「藤○○」と記載される。各人の名の下には、生没年、昇叙・任官などの事歴を付記している。『国史大系』本には神武天皇の代から明治元年までの分を含む。
公卿補任の作者、成立年代は不明であるが、弘仁2年（811年）に成立した「歴運記」を基に、以後の分を書き足していったものと考えられている。後年の詳細な尻付（しつけ）を伴った形態としての本書の成立は、応和から正暦あたり（10世紀後半）とみられている。なお非参議の項は、長和以後に補足されていったとみられている。
任官についてもっとも纏まった史料であるが、平安時代前期における記事の不正確さや政治的な事情から書き直し（遡った期日での任官など）が行われた部分もあるといわれており、実際の任官と合致しない場合がある。

## 集成叢書
『国史大系』に収められている。
- 『新訂増補国史大系 第53卷・公卿補任 第1篇』吉川弘文館　黒板勝美、国史大系編修会(編）ISBN 4642003568
- 『新訂増補国史大系 第54卷・公卿補任 第2篇』吉川弘文館　黒板勝美、国史大系編修会(編）ISBN 978-4642003575
- 『新訂増補国史大系 第55卷・公卿補任 第3篇』吉川弘文館　黒板勝美、国史大系編修会(編）ISBN 978-4642003582
- 『新訂増補国史大系 第56卷・公卿補任 第4篇』吉川弘文館　黒板勝美、国史大系編修会(編）ISBN 978-4642003599
- 『新訂増補国史大系 第57卷・公卿補任 第5篇』吉川弘文館　黒板勝美、国史大系編修会(編）ISBN 978-4642003605
- 『新訂増補国史大系 別卷・公卿補任 索引』吉川弘文館　黒板勝美、国史大系編修会(編）ISBN 4642003614